# Ohzawa Hisato

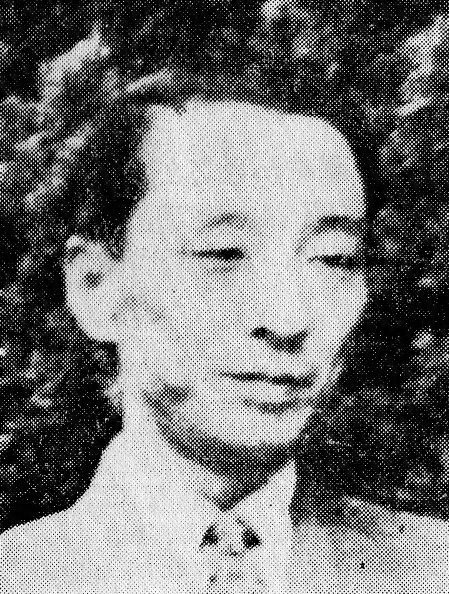
Ohzawa Hisato

Ohzawa Hisato (japanisch 大澤壽人, auch Ōsawa Hisato; geboren am 1. August 1907 in Kobe; gestorben am 28. Oktober 1953 in Tokio) war ein japanischer Komponist, Dirigent und Hochschullehrer.

## Leben
Ohzawa wurde in Kobe als Sohn eines Stahlingenieurs und einer christlich geprägten, Klavier spielenden Mutter geboren. Er kam früh mit Orgelmusik und Chorälen in Berührung, besuchte ab 1921 die Kwansei Gakuin School, eine amerikanische Missionsschule, und nahm Unterricht bei den Pianisten Alexander Rutin sowie Pedro Villaverde. Er gründete einen Oratorienverein und betätigte sich als Dirigent. 1925 erlebte er den französischen Pianisten Henri Gil-Marchex bei einem Tourneeauftritt in Kobe und beschloss, Komponist zu werden.
Nach dem Abschluss der Kwansei Gakuin School of Commerce (1926–1930) ging er in die USA und begann dort ein Studium der Komposition an der Boston University und ab 1932 am New England Conservatory of Music bei Frederick Converse. Erste kompositorische Erfolge stellten sich ein, seine Variations of Doll Song wurden im Rundfunk gesendet, und als erster Japaner dirigierte er, bei der Uraufführung seiner Little Symphony 1933, das Boston Pops Orchestra.
Zu seinen Einflussgebern zählten die Komponisten der  Moderne. Ohzawa nahm 1933 auch Unterrichtsstunden am Malkin Conservatory bei Arnold Schönberg und bei dessen Assistenten Roger Sessions. Es entstanden weitere Werke, dem Dirigenten und Kontrabassisten Sergei Kussewizki widmete Ohzawa ein Double Bass Concerto, seinem Lehrer Converse die Symphony No. 1. Komponisten wie etwa Sessions schätzten Ohzawa, der in Boston als „Ultra-Modernist mit japanischem Geist“ bezeichnet wurde.
Ohzawa setzte seine Ausbildung 1934 in Paris fort, wo er an der École Normale de Musique bei Paul Dukas studierte und Privatunterricht bei Nadia Boulanger nahm. Sein Debüt feierte er dort 1935, als er mit dem Pasdeloup Orchestre eigene Werke – die 2. Sinfonie, das 2. Klavierkonzert und das Orchesterlied Une Voix à Sakura – in der Salle Gaveau dirigierte und uraufführte. Die Resonanz war groß: Prominente Komponisten der Groupe des Six wie Arthur Honegger und Darius Milhaud, aber auch Exilanten wie Alexander Gretschaninow und Alexander Tscherepnin saßen im Publikum.
1936 kehrte Ohzawa nach Japan zurück, konnte dort allerdings bei den folgenden Konzerten in Tokio und Osaka nicht mehr an die europäischen Erfolge anknüpfen. Bedingt war dies auch durch die politischen, nationalistischen Veränderungen nach dem Putschversuch vom 26. Februar 1936, durch den Beginn des Zweiten Japanisch-Chinesischen Kriegs 1937 und des Zweiten Weltkriegs 1939, in dem Japan auf Seiten Hitlers und der Achsenmächte stand. Westliche, moderne und jazzige Einflüsse in Ohzawas Musik wurden gebrandmarkt. So wurde sein 3. Klavierkonzert (1938), dessen Titel Kamikaze (Göttlicher Wind) sich auf den Flugzeitrekord Tokio–London eines damals populären Zivilflugzeugs von 1937 und nicht auf die militärischen Selbstmordangriffe im Krieg bezog, als unpatriotisch bemängelt.
Ohzawa, der ab 1937 am Kobe College lehrte, begann daher, für den späteren NHK-Rundfunk, für Bühnenstücke der Takarazuka Revue oder Filme der Shōchiku-Company zu komponieren. Seine 3. Sinfonie Of the Founding of Japan (1937/38), gewidmet dem Tennō des Japanischen Kaiserreichs Hirohito, kam bei der 2600-Jahr-Feier des Kaiserreichs 1940 zur Aufführung. Für dieses Ereignis schrieb er auch die Kantate Dawn of the Sea und den Song of a Mother upon a Swallow, außerdem dirigierte er die japanische Erstaufführung von Maurice Ravels Le tombeau de Couperin.
Nach dem Krieg engagierte sich Ohzawa beim Wiederaufbau durch Musik. In seinen Werken zeigten sich vermehrt wieder Einflüsse der Jazzmusik, u. a. in Pegasus Rhapsody (1949) und dem Trompetenkonzert (1950). Er gründete und dirigierte in diesen Jahren drei Unterhaltungsorchester. Für seine Festive Music Celebrating One Thousand Two Hundredth Year of the Great Buddha (1951) wurde er ausgezeichnet. 1953 dirigierte er ein Twilight Concert vor 20000 Zuschauern im Hanshin-Kōshien-Stadion von Nishinomiya, leitete die japanische Premiere von Gian Carlo Menottis Oper The Telephone und brachte seine eigene Radiooper Handan zur Uraufführung.
Im Oktober 1953 starb er im Alter von 46 Jahren an einer Hirnblutung in Tokio.

## Schaffen
Ohzawas Lebenswerk umfasst rund 500 Kompositionen und zahlreiche Arrangements. Die Bandbreite seines Schaffens reicht von modernen Kompositionen bis hin zu leichterer Musik für Rundfunk und Kino. Sein Werkverzeichnis enthält Sinfonien, Instrumentalkonzerte u. a. für Klavier, Violine, Trompete, Kontrabass und Saxophon, ferner Kantaten, Kammer- und Klaviermusik.
Zudem schrieb er Musik für Filme wie Yasen gungakutai (1944) von Masahiro Makino sowie Die Liebe der Schauspielerin Sumako (1947) und Frauen der Nacht (1948) von Kenji Mizoguchi.
Stilistisch finden sich in Ohzawas Musik Einflüsse aus der amerikanischen Unterhaltungsmusik, aus der traditionellen japanischen Musik, aber auch aus der Neuen Musik, aus Impressionismus, Expressionismus, Neoklassizismus und Futurismus sowie aus der mikrotonalen und atonalen Musik.
Nach seinem Tod geriet Ohzawas Musik jahrzehntelang in Vergessenheit. Ab der Jahrtausendwende wurden seine Werke wieder vermehrt aufgeführt. Eine wichtige Zäsur war u. a. die 2003 eingespielte CD mit dem 3. Klavierkonzert Kamikaze.